# فراسيون أليسي
الفراسيون الأليسي (باللاتينية: Marrubium alyssoides) نوع نباتي من جنس الفراسيون يتبع الفصيلة الشفوية.

## الموئل والانتشار
موطنها المغرب العربي.